# Alomorfo
Un alomorfo es, en morfología lingüística, cada una de las diferentes formas o realizaciones fonológicas que puede tener un morfema abstracto. Estrictamente hablando, la realización fonológica concreta de un morfema se llama morfo; cuando existe más de un morfo para el mismo morfema entonces usamos el término alomorfo. 
La diferencia entre morfema y morfo en morfología es análoga a la diferencia entre fonema y fono en fonología. No obstante, en la práctica es bastante común que se hable de morfema para referirse también a un morfo.

## Ejemplos
En español el morfema de plural en los nombres tiene varios alomorfos:
1. -s tras vocal átona: perro-s, hombre-s, llanura-s, taxi-s.
2. -s tras vocal tónica /e/, café-s, pie-s.
3. -s tras vocal tónica /a, o/: papá-s, buró-s, aunque en algunas formas arcaicas se usó -es.
4. Tras vocal tónica /i, u/ diferentes hablantes prefieren -es o -s: esquíes / esquís.
5. -es tras consonante: mujer-es, cancion-es, compas-es, ciudad-es.

En inglés el morfema de pasado en los verbos regulares tiene tres formas o alomorfos según la terminación fonológica del verbo:
1. /ɪd/, como en devoted [dɪˈvəʊtɪd] 'consagrado, dedicado a' . Para verbos cuyo último fonema no flexionado sea en su realización fonética [t] o [d].
2. /d/, como en blamed [bleɪmd] 'censurado'. Para verbos cuyo último fonema no flexionado sea en su realización fonética un sonido sonoro, excepto [d].
3. /t/, como en picked (out) [pɪkt (aʊt)] 'escogido'. Para verbos cuyo último fonema no flexionado sea en su realización fonética un sonido sordo, excepto [t].

En latín el morfema de caso dativo en plural, tiene cinco alomorfos (siendo los tres últimos poco frecuentes):
1. «-īs», como en fēminīs 'para las mujeres'.
2. «-ibus», como en hominibus 'para los hombres'.
3. «-ubus», como en tribubus 'para las tribus'.
4. «-ēbus», como en rēbus 'para las cosas, para los asuntos'.
5. «-ābus», como en servīs et servābus 'para los esclavos y las esclavas'.

También puede suceder que un mismo morfo sea la realización de diferentes morfemas, así por ejemplo los casos anteriores del latín son morfos que representan tanto el morfema de caso dativo-plural como el morfema de caso ablativo-plural, es decir, ambos morfemas tienen la misma realización fonológica.
En la lengua seri el infinitivo tiene dos alomorfos supletivos: iha- (y a veces un cambio en la vocal que sigue) con verbos transitivos e ica- con verbos intransitivos. El prefijo para sujeto de primera persona singular también tiene dos alomorfos supletivos: h- con verbos transitivos y hp- con verbos intransitivos.
- Datos: Q1124301